# Paula Jacobs
Paula Elsa Jacobs (1932-26 de junio de 2021) fue una actriz televisiva y cinematográfica británica, con una carrera que abarcó un total de cuatro décadas.

## Biografía
Nacida en Liverpool, Inglaterra, su padre era J.P. Jacobs, propietario de una empresa abastecedora de Marks & Spencer. 
Jacobs debutó en televisión actuando en la serie Z Cars en 1962, obteniendo después papeles en producciones como Softly, Softly: Taskforce (1972–1975), Shoestring (1979), Hammer House of Horror (1980), Mapp & Lucia (1985), Porterhouse Blue (1987), The New Statesman (1989), Bergerac (1990), Jeeves and Wooster (1990), Brookside (1992), French and Saunders (1993), Coronation Street (1994), Casualty (1989–1995), Drop the Dead Donkey (1994–1998), Dalziel and Pascoe (2000), Midsomer Murders (2002), Agatha Christie's Poirot (2004) y Doctors (2008).
Como actriz cinematográfica, Jacobs trabajó en Birth of the Beatles (1979), Un hombre lobo americano en Londres (1981), She'll Be Wearing Pink Pyjamas (1985), We Think the World of You (1988), Duel of Hearts (1991), Lo que queda del día (1993) y Té con Mussolini (1999).
Jacobs se casó en 1953 en Liverpool con el actor David Swift, quien tras graduarse en Cambridge trabajó en la compañía del padre de su esposa. Fue madre de la actriz Julia Swift, y suegra del actor David Bamber. Ella y su marido fueron fideicomisarios de J P Jacobs Charitable Trust, organización fundada en memoria de su padre.
Jacobs falleció el 26 de junio de 2021.

## Filmografía (selección)
- 1979 : Birth of the Beatles
- 1981 : Un hombre lobo americano en Londres
- 1985 : The Assam Garden
- 1985 : She'll Be Wearing Pink Pyjamas
- 1988 : We Think the World of You
- 1991 : Duel of Hearts (telefilm)
- 1993 : Lo que queda del día
- 1999 : Té con Mussolini